# Puig Major (Baix Empordà)
El Puig Major és un puig de 171 metres amb el cim inclòs al municipi de Pals, a la comarca del Baix Empordà, tanmateix és més proper a la urbanització de Palsmar i sa Tuna (Begur).